# FK 믈라도스트 루차니
FK 믈라도스트 루차니(세르비아어: Фудбалски клуб Младост Лучани / Fudbalski klub Mladost Lučani)는 루차니를 연고로 하는 세르비아의 축구 클럽이다. 현재는 세르비아 수페르리가에 참가하고 있다.

## 선수 명단

### 현역
- 사사 스타멘코비치(2023 ~ )
- 패트릭 프라이데이 에제(2014 ~ 2015, 2023 ~ )

### 역대
- 우로스 스렘체비치(2022 ~ 2024)
- 우로시 제리치(2016)